# Nicolaus simplex
Nicolaus simplex är en insektsart som beskrevs av Stiller 1998. Nicolaus simplex ingår i släktet Nicolaus och familjen dvärgstritar. Inga underarter finns listade i Catalogue of Life.